# Jerry Akaminko
Jerry Akaminko (* 2. Mai 1988 in Accra) ist ein ghanaischer Fußballspieler.

## Karriere

### Verein
Jerry Akaminko kam in der ghanaischen Hauptstadt Accra zur Welt und begann hier in der Jugend der Heart of Lions mit dem Vereinsfußball. Im Sommer 2004 wurde er dann Teil des Profi-Teams.
Nachdem er vier Jahre für die Lions gespielt hatte, wechselte er in die Türkei zum Zweitligisten Orduspor. Hier wurde er auf Anhieb Stammspieler und schaffte mit seinem Team zum Abschluss der Spielzeit 2010/11 den Aufstieg in die Süper Lig.
Zeitgleich lief sein Vertrag mit Orduspor aus. Weil die Vertragsverhandlungen scheiterten, heuerte Akaminko beim Erstligisten Manisaspor an.
Zur Saison 2012/13 verließ er Manisaspor und wechselte zum Erstligisten Eskişehirspor. Bei diesem Verein spielte er bis zum Herbst 2015. Anschließend wurde er aus dem Mannschaftskader suspendiert und im Frühjahr 2016 freigestellt. Im Sommer 2016 kehrte er zu Eskişehirspor zurück und unterschrieb hier einen Dreijahresvertrag. Nachdem dieser Verein in finanzielle Engpäsee geraten war und infolgedessen die Spielergehälter nicht mer zahlen konnte, wechselte Akaminko zum Ligarivalen İstanbulspor.

### Nationalmannschaft
2012 debütierte Akaminko für die ghanaische Nationalmannschaft.